# Kruzenshtern

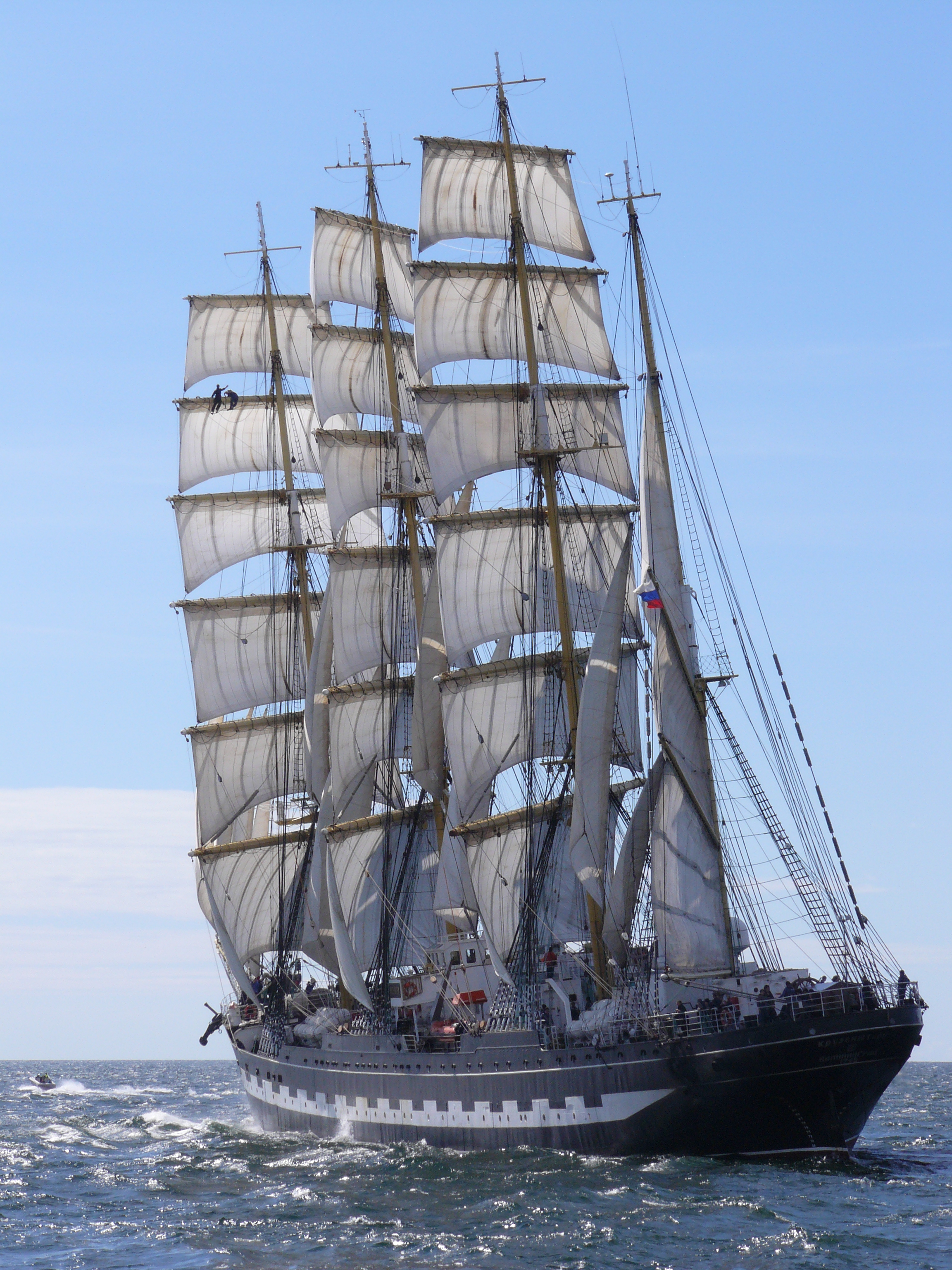
La Kruzenshtern in navigazione

La Kruzenshtern o Krusenstern (in russo Крузенштерн?, Kruzenštern) è un veliero a quattro alberi, costruito nel 1926 a Geestemünde, nella città di Bremerhaven, in Germania, varato originariamente come Padua (dal nome della città italiana). Fu ceduta all'URSS nel 1946 come riparazione di guerra e ribattezzata con l'attuale denominazione in onore dell'esploratore Adam Johann von Krusenstern (1770-1846). Attualmente presta servizio come nave scuola per la Marina militare russa (Voenno-morskoj flot).
È una della uniche quattro Flying P-Liner ancora esistenti (delle oltre 100 costruite), l'unica ancora in servizio; quando non è impegnata in campagne di addestramento si trova ormeggiata nel porto di Kaliningrad o in quello di Murmansk. Dopo il Sedov, un'altra ex nave tedesca, è la più grande nave a vela tradizionale ancora in funzione.

## ComePadua
Varata nel 1926 come ultimo esemplare dei P-Liners, la Padua fu commissionata come nave da carico, utilizzata principalmente per spedire materiale da costruzione in Sud America e caricare salnitro nel viaggio di ritorno verso l'Europa. In seguito fu utilizzata anche per trasportare grano dall'Australia. Il suo viaggio inaugurale da Amburgo a Talcahuano, in Cile, durò 87 giorni. Nel 1933-1934 realizzò il record di navigazione da Amburgo a Port Lincoln, in Australia meridionale, impiegando 67 giorni. Prima della seconda guerra mondiale compì un totale di 15 viaggi in Cile e in Australia. La traversata più veloce fu nel 1938-1939, da Amburgo all'Australia passando per il Cile e ritorno ad Amburgo in 8 mesi e 23 giorni, sotto il comando del capitano Richard Wendt; questo viaggio detiene tuttora il record mondiale per navi a vela.
Come tutti i P-liner, la Padua era stata dipinta secondo i colori della bandiera nazionale dell'Impero tedesco: nero (scafo sopra l'acqua, parti superiori), bianco (area della linea di galleggiamento) e rosso (carena).

## ComeKruzenshtern

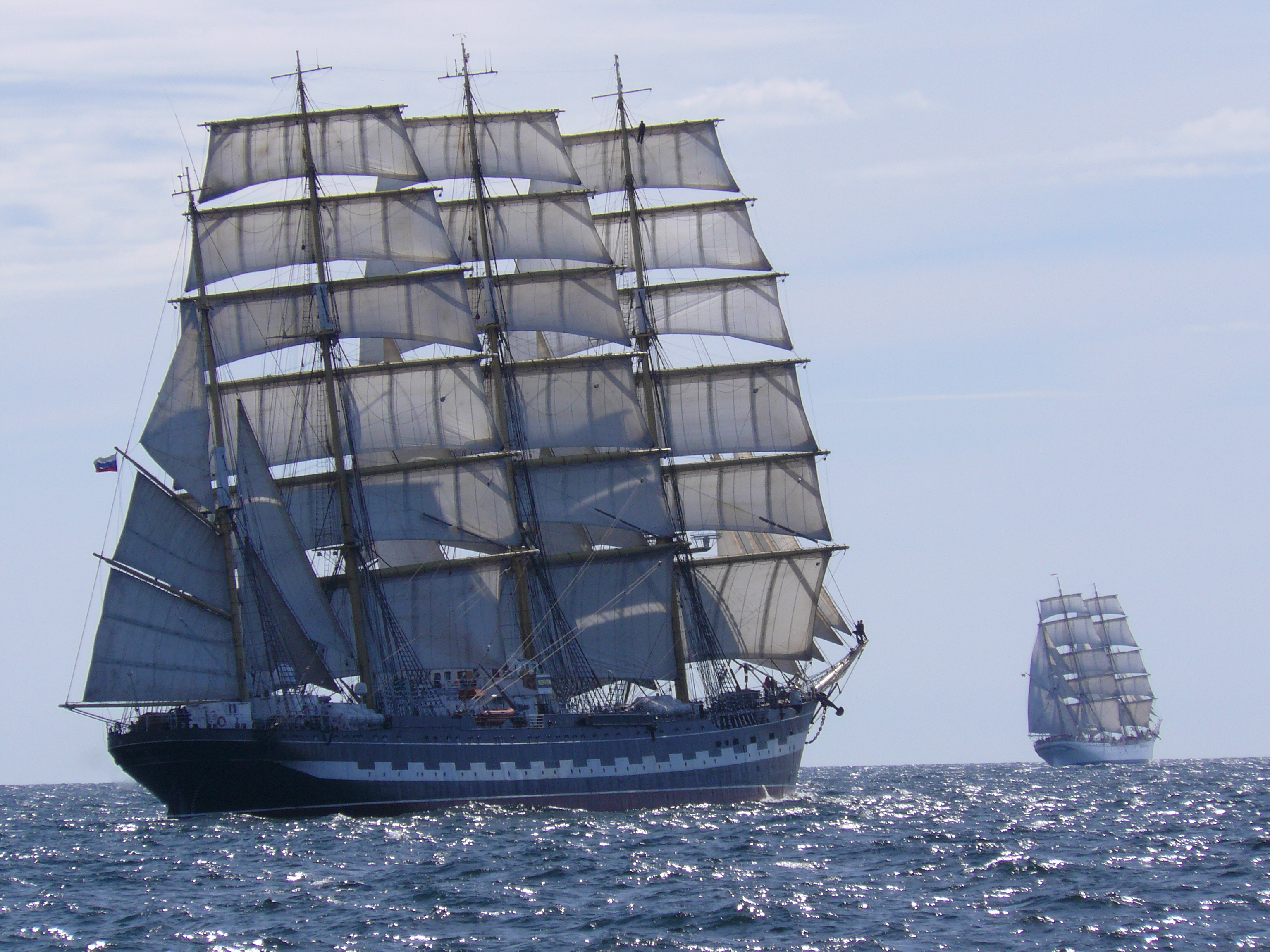
La Kruzenshtern vista da poppa nel 2007

Il 12 gennaio 1946 fu consegnata all'URSS e integrata nella flotta baltica della marina sovietica. Rimase attraccata nel porto di Kronstadt fino al 1961, subendo importanti lavori di riparazione ed un completo riallestimento, comprendente anche l'installazione dei suoi primi motori, finalizzato a rendere la nave adatta ad effettuare missioni per il dipartimento idrografico della marina sovietica. Dal 1961 al 1965 intraprese numerose ricerche idrografiche e oceanografiche per l'Accademia delle scienze dell'URSS nell'Oceano Atlantico, ai Caraibi e nel Mediterraneo, e fu utilizzata come nave da addestramento per i cadetti navali. Nel 1965 fu trasferita al Ministero della Pesca dell'URSS a Riga per essere utilizzata come nave scuola per futuri ufficiali di pesca.
Dal 1968 al 1972 ha avuto luogo un altro importante ammodernamento: sono stati installati i due attuali motori Diesel da 1000 CV l'uno e lo scafo è stato riverniciato secondo l'attuale schema cromatico, nero con un'ampia striscia bianca. 
Nel gennaio 1981 la nave fu trasferita all'"Industria della pesca estone" a Tallinn e nel 1991 entrò a far parte della flotta "Accademia statale del Baltico della pesca", con porto di origine a Kaliningrad.
La Kruzenshtern ha partecipato a molte regate internazionali, dopo la dissoluzione dell'Unione Sovietica trasportando anche passeggeri per coprire i costi delle traversate. Ha compiuto una circumnavigazione del globo nel 1995-1996, e nuovamente nel 2005-2006.
Il 23 giugno 2009 mentre si trovava in viaggio verso Charleston, l'albero di trinchetto è stato danneggiato, spezzandosi a causa di una violenta tempesta al largo delle Bermuda.

## Monete celebrative e cinematografia
Alla nave Kruzenshtern è stata dedicata a una moneta d'oro russa con un valore nominale di 1000 rubli e un contenuto in oro di 155,5 grammi.
È stata anche utilizzata come set cinematografico in diverse occasioni: tre film tedeschi
- Die Meuterei auf der Elsinore (1935)
- Herz geht vor Anker (1940)
- Große Freiheit Nr. 7 (1944)

e un discreto numero di pellicole russe e sovietiche.
Nel 1997 è stata il soggetto principale di un documentario estone/britannico prodotto da Allfilm e First Freedom Productions chiamato "Tall Ship" e trasmesso su Discovery . Il programma, della durata di un'ora, è stato diretto da Rein Kotov e prodotto da Graham Addicott e Pille Runk.